# Troisième voie (politique)
Pour les articles homonymes, voir Troisième Voie.
Ne doit pas être confondu avec Troisième position ou Troisième camp.
La troisième voie est un concept politique et économique visant à créer une philosophie qui se situerait entre la social-démocratie et le libéralisme. Le terme serait né au XIXe siècle, lorsque le pape Léon XIII appelle à une troisième voie entre capitalisme et socialisme.
Pendant la guerre froide, il s'agissait de proclamer la nécessité d'une « troisième voie » entre le communisme soviétique et le capitalisme américain. En France, le gaullisme est présenté comme une troisième voie entre les deux modèles antagonistes des grandes puissances,,,,. 
Le socialisme autogestionnaire établi par Tito en Yougoslavie en 1952 vise à démontrer la possibilité d’une troisième voie entre le capitalisme occidental et le communisme soviétique.
La notion a largement évolué depuis son apparition à la fin du XIXe siècle, à la fois en ce qui concerne la définition des deux autres voies rejetées et en ce qui concerne les solutions proposées. Toutes ont en général en commun une volonté, au moins affichée, de réaliser une politique sociale non marxiste et/ou différente des solutions socialistes classiques.

## Historique

### XIXesiècle
Le terme serait né après les années 1880, lorsque le pape Léon XIII appelle à une troisième voie entre socialisme et capitalisme dans son encyclique, Rerum Novarum.

### XXesiècle

#### Années 1960
Le concept revient peu avant le début des années 1960 lors de la déclaration de Brioni du 19 juillet 1956, proposée par Gamal Abdel Nasser, Josip Broz Tito, Soekarno et Jawaharlal Nehru, marque l'origine du "Mouvement des non-alignés", qui vise alors, dans le contexte de la guerre froide, à se protéger de l'influence des États-Unis et de l'URSS.
La Roumanie s'y investit dès 1958 à l'époque où elle est dirigée par Gheorghe Gheorghiu-Dej et après son décès en mars 1965, son successeur Nicolae Ceaușescu poursuivra les travaux en ce sens pour le projet de site sidérurgique géant, le combinat de Galati érigé à partir du début des années 1960 avec des techniciens et de la technologie étrangère, avec en particulier un laminoir automatisé par le Français Jeumont-Schneider. Le site emploiera la décennie suivante, avec ses hauts-fourneaux, 40000 personnes, et facilitant l'approvisionnement du Chantier naval de Galați mais allant à l'encontre des souhaits de l'Union soviétique, où Nikita Khrouchtchev, soutenu par la Tchécoslovaquie et l'Allemagne de l'Est, plus industrialisées, souhaitait que la partie sud du Comecon privilégie des économies plus agraires. La réticence des Soviétiques contribua à l'ouverture de la Roumanie vers l'Occident. Les Roumains tiennent à ce projet précis, fidèle au programme d'industrialisation du pays formulé en 1948, alors que Khrouchtchev veut plus de production agricole, dans un pays qui a de grandes cultures céréalières depuis le XIXe siècle.
L'économiste tchèque Ota Šik est le premier à formaliser cette notion et à lui consacrer une approche scientifique, et non purement déclarative. La troisième voie doit permettre, dans le cadre du socialisme à visage humain, de trouver un chemin entre communisme et capitalisme. La répression du Printemps de Prague en 1968 empêchera les réformes prévues par Šik d'aboutir en Tchécoslovaquie. En exil, Šik théorisera l'idée d'une « démocratie économique humaine » dans Der dritte Weg paru à Hambourg en 1972 (třetí cesta trad. La troisième voie, Paris : Gallimard, 1974).
Le socialisme autogestionnaire yougoslave visait également à démontrer la viabilité d'une troisième voie entre le capitalisme des États-Unis et le communisme de l'Union soviétique.
L'expression est aussi utilisée à l'extrême droite, notamment au sein du courant nationaliste révolutionnaire qui, pendant la guerre froide, proclamait la nécessité de créer une « troisième voie » entre le communisme soviétique et le capitalisme américain[source insuffisante]. Le terme a été utilisé par des familles politiques très diverses : le dirigeant libyen Mouammar Kadhafi présentait ainsi sa propre doctrine, la troisième théorie universelle, comme la troisième voie entre communisme et capitalisme.
Le dirigeant communiste italien Enrico Berlinguer proposait également dans les années 1970 une « troisième voie » qui se voulait une alternative à gauche à la social-démocratie et au socialisme soviétique.

### La troisième voie Clinton-Blair-Schröder-Macron
Une notion précise de troisième voie a été mise en place par des dirigeants de gauche ou de centre gauche au cours des années 1990 et 2000 en Europe et aux États-Unis (par Bill Clinton). Essentiellement, elle consiste pour les personnalités de gauche à tirer un trait définitif sur le passé communiste et l'économie administrée, à adapter au mieux le discours socialiste à l'économie de marché, dissimulant un virage à droite. On parle également de triangulation, de realpolitik, ou de pragmatisme économique.
La mise en pratique de cette politique conduit à favoriser le développement technologique, le capital humain et la croissance économique et de mettre en place les mécanismes de redistribution qui perturbent le moins possible le fonctionnement économique.
L'ancien président américain Bill Clinton, l'ancien chancelier allemand Gerhard Schröder et l'ancien Premier ministre britannique Tony Blair ont jusqu'ici été les promoteurs les plus éminents de la Troisième Voie en politique. Tony Blair s'est quant à lui explicitement revendiqué de l'école de pensée britannique social-libérale.
Cette approche nouvelle connait ou a connu des adeptes contemporains mais assez peu audibles tels que l'ancien parti du Rassemblement constitutionnel démocratique (Tunisie) ou le Parti national pour la solidarité et le développement (Algérie).
Wim Kok, Premier ministre des Pays-Bas de 1994 à 2002, menait une politique dite de troisième voie avec son gouvernement de coalition violette. Investigateur du « modèle du polder », Kok réussit à ramener dans son pays la croissance économique.
Le cadre conceptuel de la Troisième Voie a été formulé par Anthony Giddens, économiste et enseignant-chercheur à la London School of Economics, dans des ouvrages tels que The Third Way. The Renewal of Social Democracy (1998), The Third Way and Its Critics and The Global Third Way Debate (2000) (traduits en français : Anthony Giddens, Tony Blair, La troisième voie face aux critiques : le renouveau de la social-démocratie, traduction de l'anglais par Laurent Bouvet, Émilie Colombani et Frédéric Michel de : The third way and its critics, The third way, the renewal of social democracy, The third way). Dans sa critique du Capital au XXIe siècle, Gaël Giraud estime que l'ouvrage de Thomas Piketty permettra à la social-démocratie de « s’extraire de l’ornière où Anthony Giddens (et avec lui l’état d’esprit Blair-Jospin-Schröder) l’avait laissée s’enliser ».
Le président français Emmanuel Macron et son parti La République en marche se prétendent une incarnation de cette troisième voie, par leur rejet du clivage traditionnel gauche/droite et leur synthèse entre socialisme et libéralisme,,.

### Critiques
Le politologue britannique Keith Dixon, dans son livre Un digne héritier paru en 2000, fait ainsi un parallèle entre blairisme et thatchérisme, qualifiant Tony Blair de « digne héritier » de Margaret Thatcher et dénonçant « la gravité du ralliement des néo-travaillistes à la politique économique et sociale de leurs prédécesseurs ». Au sein du centre-gauche européen, la politique de Blair a fait l'objet de critiques pour la large place faite au secteur privé dans les services publics, qui donne au patronat britannique un poids accru sur la gestion des affaires publiques et la politique gouvernementale. Plus largement, les critiques de la politique suivie par Blair visent une forte augmentation des inégalités sociales au Royaume-Uni, en dépit des chiffres satisfaisants de l'économie nationale. Le traitement du problème du chômage a également soulevé des réserves, l'injonction de responsabilité faite aux chômeurs risquant d'aboutir à soulager la collectivité du soutien aux individus les plus fragiles, avec le risque d'exclure plus encore ceux qui auraient échoué à se prendre en charge.

## Autres usages
- Le baasisme
- Le gaullisme de gauche.
- Le péronisme (mouvement argentin)
- La théorie de la dignité de la personne
- Le sociologue américain Charles Wright Mills utilise la notion de troisième voie pour qualifier une certaine posture du sociologue vis-à-vis du politique. Cette notion met en avant l'indépendance et l'autonomie du chercheur en sciences sociales, ni « roi-philosophe », ni « conseiller du roi », le sociologue de la troisième voie « interpelle » le roi et « s'adresse aux collectivités. »[17]
- Mouammar Kadhafi présentait son idéologie personnelle, la troisième théorie universelle, comme la troisième voie entre capitalisme et communisme.
- Pour d'autres comme Bruno Mégret, c'est le nationalisme qui serait la troisième voie[18].
- Un mouvement politique français nationaliste révolutionnaire, tercériste, solidariste a porté le nom Troisième Voie entre 1985 et 1991, puis de 2010 à 2013.